# Кажымукан
Кажымукан (каз. Қажымұқан, до 1992 года — Будённое) — село в Целиноградском районе Акмолинской области Казахстана. Входит в состав Талапкерского сельского округа. Код КАТО — 116672200.

## География
Село расположено на правом берегу реки Ишим, в северной части района, на расстоянии примерно 22 километров (по прямой) к северу от административного центра района — села Акмол, в 6 километрах к западу от административного центра сельского округа — села Талапкер.
Абсолютная высота — 329 метров над уровнем моря.
Климат холодно-умеренный, с хорошей влажностью. Среднегодовая температура воздуха отрицательная и составляет около -4,0°С. Среднемесячная температура воздуха в июле достигает +20,4°С. Среднемесячная температура января составляет около -14,6°С. Среднегодовое количество осадков составляет около 390 мм. Основная часть осадков выпадает в период с июня по июль.
Ближайшие населённые пункты: село Раздольное — на юго-западе, село Талапкер — на востоке, село Арайлы — на западе, село Жайнак — на севере.
Близ села проходит автодорога республиканского значения М-36 «Граница РФ (на Екатеринбург) — Алматы; через Костанай, Астана, Караганда».

## Население
В 1989 году население села составляло 264 человек (из них казахи — 100%).

В 1999 году население села составляло 287 человек (141 мужчина и 146 женщин). По данным переписи 2009 года, в селе проживали 683 человека (339 мужчин и 344 женщины).
| Численность населения | Численность населения | Численность населения |
| 1989                  | 1999                  | 2009                  |
| --------------------- | --------------------- | --------------------- |
| 264                   | ↗287                  | ↗683                  |